# Данішевський Карл Юлій Христіанович
Карл Юлій Христіанович Данішевський (15 травня 1884, Добленський повіт Курляндської губернії, тепер Латвія — розстріляний 8 січня 1938, Москва) — радянський партійний діяч, латиський революціонер-підпільник. Член ВЦВК та ЦВК СРСР. Член ЦК РСДРП у 1906—1911 роках, член Російського бюро ЦК РСДРП у 1908—1909 роках. Кандидат у члени ЦК РКП(б) у 1919—1920 роках.

## Життєпис
Народився в селянській родині, батько був землевласником-арендарем. Закінчив чотирирічне міське початкове училище в Мітаві (Єлгаві). У 1903 році закінчив Мітавське (Єлгавське) реальне училище.
У 1900 році приєднався до Латвійської соціал-демократичної робітничої партії (ЛСДРП). З осені 1903 по весну 1904 року був членом Мітавського (Єлгавського) комітету партії, працював у нелегальній друкарні. Мав партійні псевдоніми Нієдра, Пакалнс, Палейя, Герман.
У 1904 році був одним із організаторів першотравневої робітничої демонстрації в Мітаві (Єлгаві), за що був заарештований і перебував у в'язницях Мітави і Туккума до лютого 1905 року. Після звільнення із ув'язнення висланий під нагляд поліції в маєток батька, потім перебував на нелегальному становищі, був організатором руху латиських наймитів і селян. Входив до ЦК ЛСДРП, Ризького Федеративного комітету, Лібавського (Лієпайського) комітету ЛСДРП.
Активний учасник російської революції 1905—1907 років; делегат IV і V з'їздів РСДРП, учасник з'їзду соціал-демократів Закавказзя (1908 рік). У 1907—1914 роках вів революційну роботу в Санкт-Петербурзі, Теріокі, Куокола, Баку, Тифлісі, Варшаві, Ризі, Лібаві, Москві. У 1908 році працював співробітником газети «Циня» («Боротьба») у місті Ризі.
З червня 1908 по 1909 рік служив у російській армії. У 1909 році був заарештований, перебував у таборах Варшавського військового округу в місті Остров Ломжинської губернії. Тоді ж був демобілізований із армії, повернувся до Риги, де продовжив працювати в газеті «Циня».
З 1910 року навчався в Московському комерційному інституті, з якого в 1912 році був виключений за участь у революційній діяльності. Був висланий до Вітебської губернії, займався літературною працею, викладав у гімназії міста Режиця. У 1913 році перебував на нелегальній роботі в Мітаві, з грудня 1913 по листопад 1914 року — в Ризі, де працював редактором нелегальної газети «Циня».
У листопаді 1914 року заарештований, сидів у Ризькій в'язниці. У лютому 1915 року засуджений на довічне заслання в Наримський край. З лютого 1915 року відбував заслання, був заарештований і до серпня 1915 перебував у в'язниці міста Томська. У січні 1917 року втік із заслання до міста Самари.
Після Лютневих подій 1917 року прибув до Москви, вів нелегальну партійну роботу в Сокольницькому районі Москви, був обраний членом Московського комітету РСДРП(б) та депутатом Московської ради. Працював у латиській групі РСДРП «Зіємельнієкі». З травня 1917 року перебував у Латвії, один із редакторів більшовицьких газет «Циня» («Боротьба») та «Солдатська правда», вів революційну агітацію серед робітників та латиських стрільців у військових частинах 12-ї російській армії. Після захоплення у вересні 1917 року міста Риги німецькими військами перебував у підпіллі, проводив роботу з агітації серед солдатів німецької армії. У червні 1918 року перебрався до Москви.
Був делегатом V Всеросійського з'їзду Рад у Москві (липень 1918 року), під час роботи якого розпочався заколот лівих есерів. За дорученням Володимира Леніна Карл Данішевський разом з І. Вацетісом керував бойовими діями Латиської стрілецької дивізії, яка відіграла велику роль у ліквідації партії лівих есерів.
У липні 1918 року — уповноважений Ради народних комісарів РРФСР на Східному фронті. 18 липня — 19 серпня 1918 року — член Революційної військової ради (РВР) Східного фронту. З липня по жовтень 1918 року — військовий комісар штабу Східного фронту РСЧА. З 6 вересня 1918 по квітень 1919 року був членом РВР Республіки (РРФСР).
З 14 жовтня 1918 року по 27 квітня 1919 року — голова Революційного військового трибуналу РРФСР.
Одочасно, 4 грудня 1918 — травень 1919 року — заступник голови уряду Радянської Латвії та голова Ради революційної оборони уряду Латвії. Обирався членом ЦК Комуністичної партії Латвії.
З 15 березня по 31 травня 1919 року — член РВР армії Радянської Латвії. З 31 травня по 22 червня 1919 року — член РВР 15-ї армії Західного фронту.
13 липня 1919 року призначений помічником військового комісара польового штабу РВРР, а із 7 вересня 1920 по 10 лютого 1921 року був військовим комісаром Польового штабу Революційної військової ради Республіки. Брав участь у плануванні та проведенні операцій проти білогвардійських армій Колчака, Денікіна, Юденича та Врангеля, був одним із керівників червоного терору в Криму.
У січні — березні 1921 року — член Сибірського бюро ЦК РКП(б) в місті Омську. Одночасно, в лютому — березні 1921 року — відповідальний секретар Сибірського бюро ЦК РКП(б). У 1921 році був виключений із партії, але невдовзі поновлений рішенням ЦКК РКП(б).
З березня 1921 по 1922 рік — начальник головліскому Вищої ради народного господарства РРФСР. З 1922 по липень 1923 року — начальник центрального управління ліспрому Вищої ради народного господарства РРФСР. З липня 1923 по січень 1926 року — начальник центрального управління ліспрому Вищої ради народного господарства СРСР.
Одночасно в серпні 1921 року призначений головою правління державного тресту «Північліс», де працював до січня 1926 року. 1923 року підписав опозиційну «Заяву 46-ти», але незабаром від опозиції відійшов.
У травні 1926 року — заступник голови, з травня 1926 по серпень 1928 року — голова правління Зовнішторгбанку СРСР.
З серпня 1928 по лютий 1930 року працював головою правління акціонерного товариства «Експортліс». З лютого 1930 по лютий 1932 року — голова правління всесоюзного об'єднання «Експортліс» та член колегії Народного комісаріату зовнішньої торгівлі СРСР.
7 березня 1932 — 27 квітня 1935 року — заступник народного комісара лісової промисловості СРСР.
У 1935—1937 роках працював начальником «Головпівдзахлісу» Народного комісаріату лісової промисловості СРСР.
16 липня 1937 року заарештований органами НКВС. 8 січня 1938 року за звинуваченням в участі в контрреволюційній терористичній організації засуджений Військовою колегією Верховного суду СРСР до страти, того ж дня розстріляний та похований на розстрільному полігоні «Комунарка» в Московській області.
Посмертно реабілітований 18 липня 1956 року.

## Твори
- Напередодні соціальної революції (т. 1-3, 1918—1920).
- Боротьба за Радянську Латвію (1929).
- Спогади про Леніна (у співавт. з С. Каменєвим).
- Революційні військові трибунали. Москва, 1920.